# Erdbeben von Laibach 1895

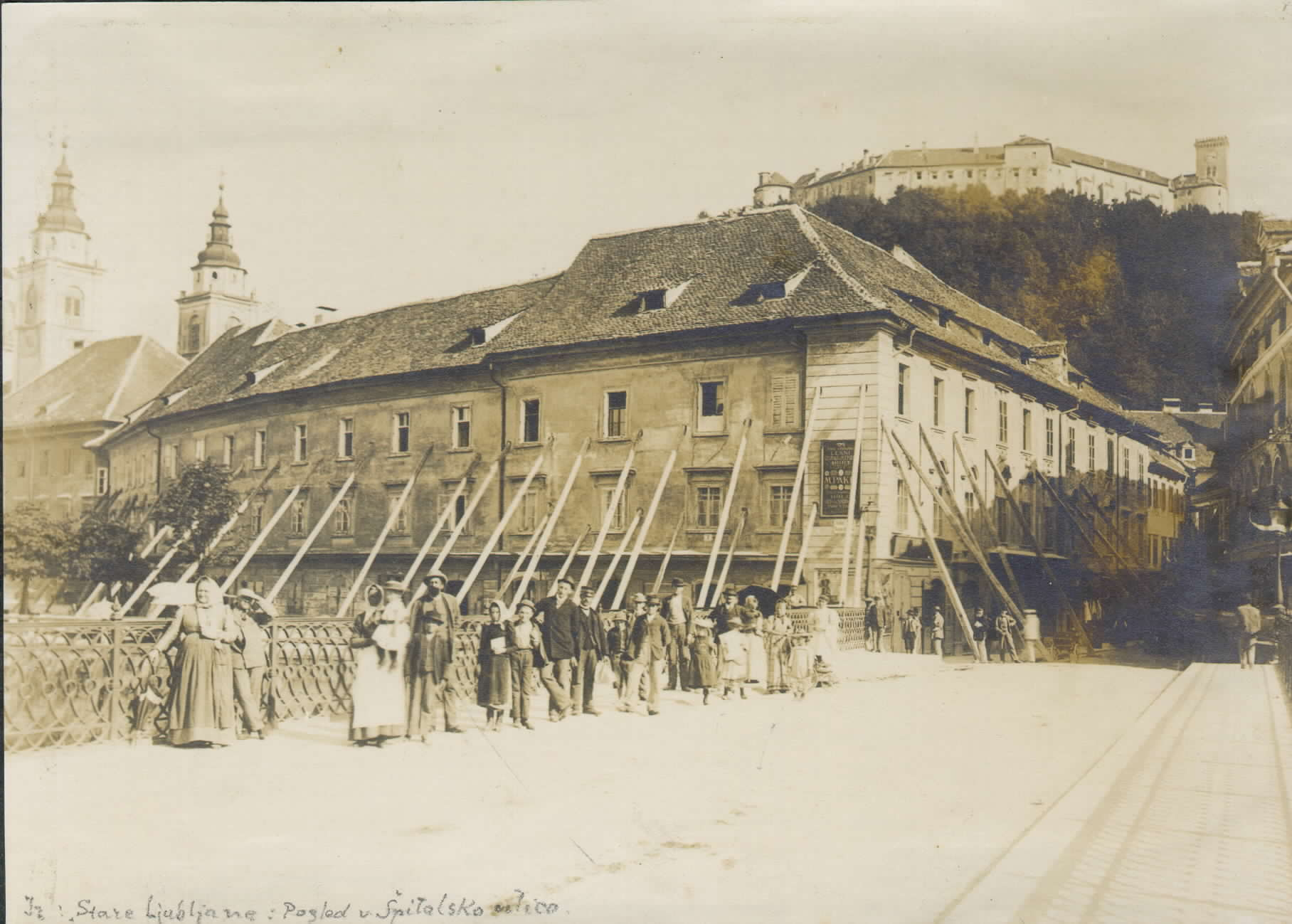
Špitalstraße nach dem Erdbeben

Das Erdbeben von Laibach, bei dem am 14. April 1895 die Hauptstadt des damaligen Herzogtums Krain verwüstet wurde, war das zerstörerischste Erdbeben in dieser Gegend. Es hatte eine Epizentralintensität von 8 bis 9 Grad. Als Folge wurde an der Kaiserlichen Akademie der Wissenschaften in Wien eine eigene „Erdbebenkommission“ eingerichtet. Aufbauend auf den Beobachtungen des österreichischen Geologen Franz Eduard Suess und den berichteten Schäden entstand eine der ersten Isoseistenkarten.

## Verlauf

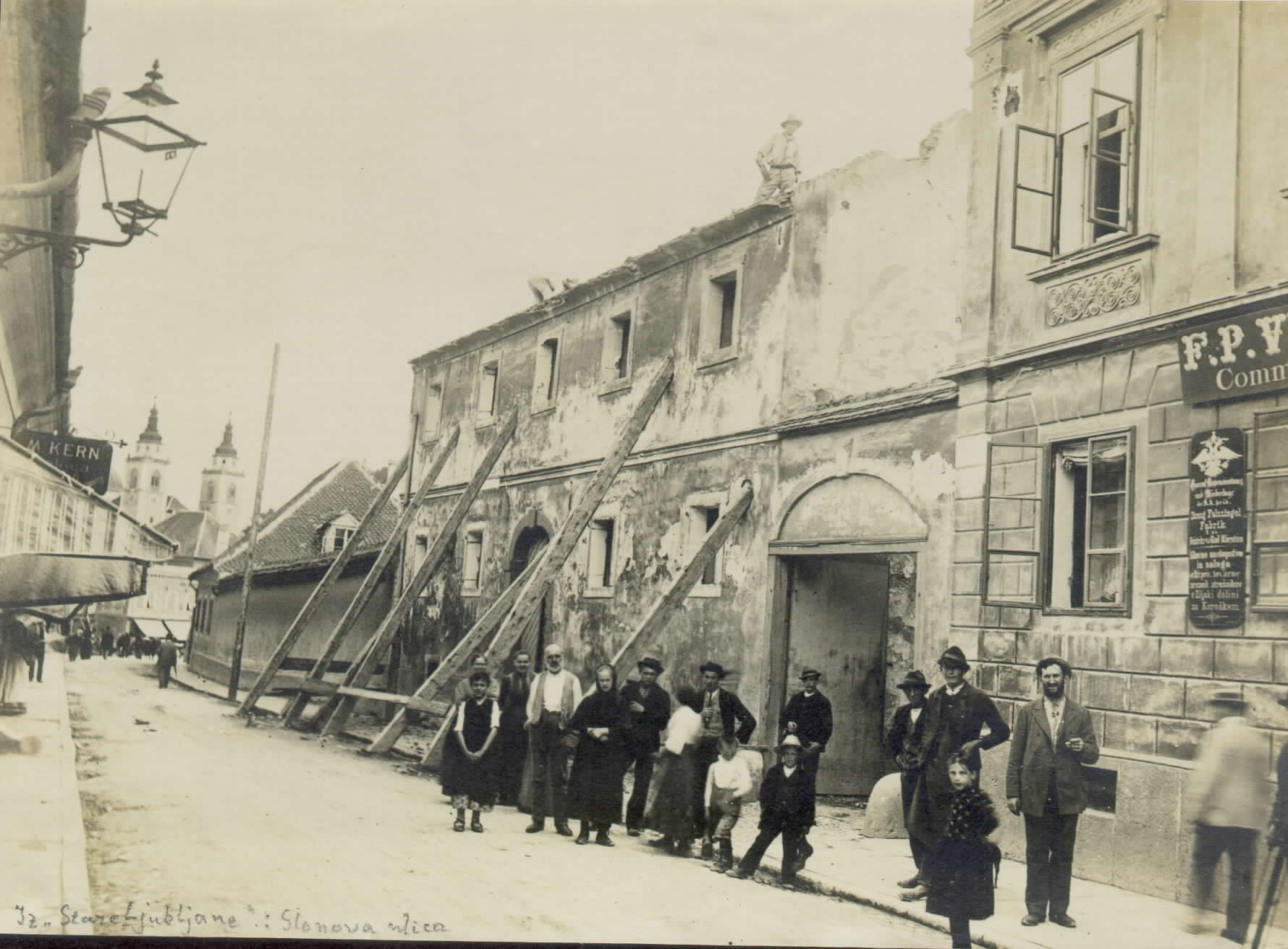
Wolfstraße nach dem Erdbeben

Kurz nach 23:16 Uhr MEZ vernahmen die Bewohner von Laibach und Umgebung laute Geräusche und das Erzittern des Erdbodens. Die Leute flüchteten, ohne ihr Gepäck mitzunehmen oder ihre Türen abzuschließen, aus der Stadt und suchten Unterschlupf in hölzernen Gebäuden. In kurzen Zeiträumen fanden mehrere Erdstöße statt. Gegen 4 Uhr morgens ereignete sich noch ein stärkeres Beben. Um 7 Uhr endete die Erdbebensequenz mit einer letzten schwächeren Erschütterung. In dieser Nacht fanden insgesamt 30 bis 40 Erschütterungen statt.
Das Beben war das schwerste in Slowenien nach den großen Erdbeben in Friaul 1348 und 1511 bzw. 1515 und bis zu dem von 1976.

## Schäden

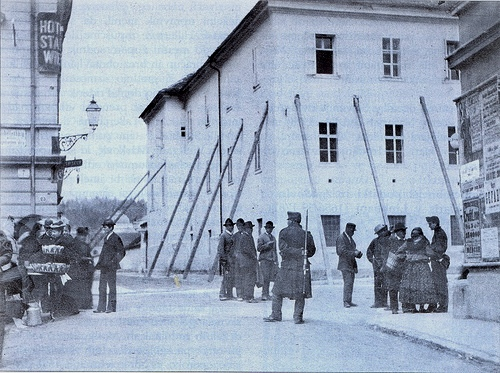
Klarissenkloster (heutige Bank von Slowenien) nach dem Erdbeben.

Als die Leute in die Stadt zurückkehrten, war sie größtenteils verwüstet. Die Straßen waren mit Trümmern gefüllt. Alle Häusermauern waren zersprungen und zerrissen. Sämtliche Gebäude der Stadt hatten mehr oder minder schwere Beschädigungen erlitten. Die Sicherungsarbeiten wurden von Seiten des städtischen Bauamtes und der Militärbehörden unverzüglich in Angriff genommen. Viele Straßen wurden vollkommen abgesperrt. Wo in Folge der gelockerten Wände Gefahr drohte, wurden große hölzerne Pfeiler angebracht. Ungefähr die Hälfte aller Häuser der Stadt war durch solche Balken gestützt.
Aufgrund der Urlaubszeit erfuhr der Großteil der cisleithanischen Regierung unter k. k. Ministerpräsident Alfred III. zu Windisch-Grätz erst in der Zeitung des folgenden Dienstags von dem Erdbeben. Die Neue Freie Presse berichtete von „Panik“, die auch in den Städten Opatija, Rijeka und Triest zu spüren war. Der Geologe Franz Eduard Suess wurde von der k.k. geologischen Reichsanstalt und dem dieser vorgesetzten k.k. Unterrichts-Ministerium am 16. April 1895 damit beauftragt, das Erdbeben zu untersuchen und machte sich am gleichen Abend per Bahn auf den Weg nach Laibach. Edmund Mojsisovics von Mojsvár, der Vizedirektor der Geologischen Reichsanstalt, verteilte Fragebögen und bat die Zeitungen darum, Anfragen nach mehr Informationen zu drucken. Die Reichsanstalt sammelte über 1300 Berichte aus über 900 Orten.
Fünf Kommissionen waren mehr als einen Monat mit den amtlichen Erhebungen über den Zustand und die Schäden der Gebäude beschäftigt.
Die Schäden beliefen sich auf:
- 2.704.100 Gulden (fl.) an Privatgebäuden
- 174.100 fl. an Kirchen, Pfarren und Klostergebäuden
- 34.000 fl. an städtischen Gebäuden
- 22.000 fl. an landschaftlichen Gebäuden

Staatsgebäude waren in diesen von Franz Eduard Suess berichteten Zahlen nicht inbegriffen.
10 % der Gebäude wurden amtlich zum Abriss bestimmt. In der Stadt selbst konnten zwei Todesfälle direkt mit dem Erdbeben in Verbindung gebracht werden. In der Umgebung forderte das Erdbeben noch fünf weitere Opfer. Die Dunkelziffer war aufgrund der vielen Verwundeten und infolge der Krankheits- und Todesfälle in Spitälern, die vor allem bei Kindern aufgrund des Traumas und des Übernachtens im Freien ausgelöst wurden, vermutlich höher.
Das Erdbeben wurde im fünften Intensitätsgrad auch im Südtirol und Wien gespürt. Die Zone der Auswirkungen des Erdbebens umfasste 47.000 km².

## Folgen
Die Krainer Landesregierung wollte nach dem Erdbeben einen Seismographen an der Kaiserlichen Akademie bauen lassen. 1896 wurde der slowenische Seismologe und Naturwissenschaftler Albin Belar (1864–1939) von der k.u.k. Marineakademie Fiume angeheuert. 1897 erreichte er durch Spenden der Krainer Sparkasse den Bau der ersten seismologischen Station in Laibach, die auch eine der ersten überhaupt in Europa war und mit modernen Instrumenten ausgestattet wurde. Damaliger Direktor der Krainer Sparkasse war der deutschnationale Landespolitiker und Manager Josef Suppan, Bruder des Geographen Alexander Supan. Außerdem wurde Belars Station auch von mehreren Erzherzögen unterstützt, was zu Debatten über die kaiserliche Autorität in den südslawischen Ländern Österreich-Ungarns führte.
Zehn Jahre nach dem Erdbeben wurde von der Kaiserlichen Akademie in Wien eine Erdbebenkommission eingerichtet, die in ihrer frühen Form dezentralisiert war. Jedes Kronland hatte einen Berichterstatter, der für die Rekrutierung Freiwilliger zuständig war.
Der Laibacher Stadtrat lud mehrere prominente Architekten ein, darunter Camillo Sitte und Max Fabiani, um die unmittelbaren Auswirkungen des Erdbebens anzugehen und die zukünftige Ausdehnung der Stadt zu regulieren.